# Glycaspis convallaria
Glycaspis convallaria är en insektsart som beskrevs av Moore 1961. Glycaspis convallaria ingår i släktet Glycaspis och familjen rundbladloppor. Inga underarter finns listade i Catalogue of Life.